# Louis Vialleton
Louis Marie Vialleton (né le 22 décembre 1859 à Vienne et mort le 18 décembre 1929 à Montpellier) est un zoologue et essayiste français, chef de file du courant non-darwinien de l'Évolution des espèces.

## Carrière
Vialleton est le premier professeur d’histologie de la faculté de médecine de Montpellier. Sa carrière s'accomplit au cours d'une période qu’Huxley qualifie d'Éclipse du darwinisme. S'il admet une évolution dans les espèces vivantes, Vialleton y voit une évolution discontinue. Il s'inscrit dans le courant vitaliste,. Sa réfutation du transformisme graduel repose sur une approche morphologique, exposée dans son traité Morphologie générale : Membres et ceintures des vertébrés tétrapodes. Critique morphologique du transformisme (1924). Il est critiqué en son temps par le zoologue Étienne Rabaud, ; mais, s'il a effectivement influencé un Douglas Dewar, c'est à tort que les créationnistes l'ont compté au nombre de leurs autorités scientifiques, ou qu’A. Morley Davies l'a dit opposé à la théorie de l'Évolution.

## Publications
- Un monstre double humain du genre Ectopage (1892)
- Un Problème de l'Évolution: La Théorie de la récapitulation des formes ancestrales au cours du développement embryonnaire (Loi biogénétique fondamentale de Haeckel) (1908)[11]
- Éléments de Morphologie des Vertébrés, Anatomie et Embryologie Comparées, Paléontologie et Classification (1911)[12]
- Membres et ceintures des vertébrés tétrapodes: Critique morphologique du transformisme (1924)
- Morphologie générale Membres et ceintures des vertébrés tétrapodes : Critique morphologique du transformisme (1924)[13],[14]
- [en coll. avec Élie Gagnebin, Lucien Cuénot, William Robin Thompson et Roland Dalbiez] Le Transformisme (1927)
- L'origine des Êtres vivants : l'illusion transformiste (1929)